# Christian Emil Frijs

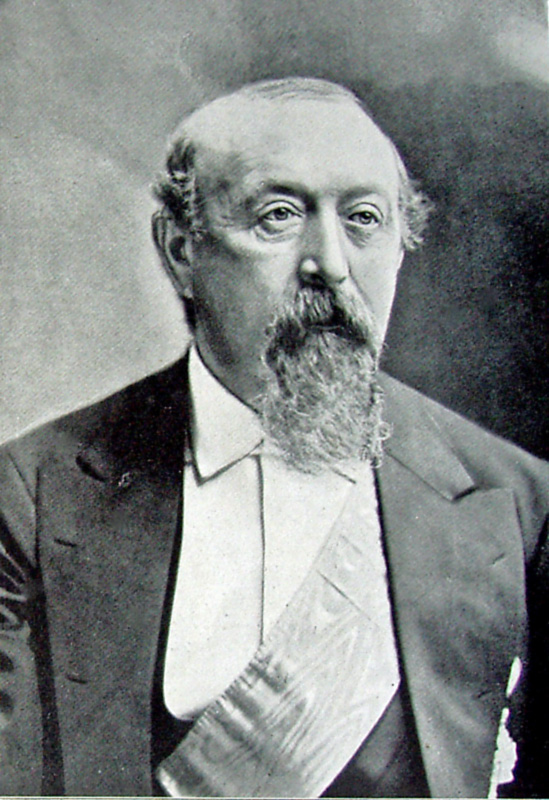
Christian Emil Krag-Juel-Vind-Frijs

Christian Emil Krag-Juel-Vind-Frijs, Lehnsgraf zu Frijsenborg, (* 8. Dezember 1817 auf Schloss Frijsenborg; † 12. Oktober 1896 auf Schloss Boller bei Horsens) war ein dänischer Politiker der Partei Højre und Staatsmann. Er war von 1865 bis 1870 Ministerpräsident von Dänemark.

## Leben

### Herkunft
Christian Emil Krag-Juel-Vind-Frijs war der Sohn von Jens Christian Krag-Juel-Vind-Friis (* 12. Februar 1779; † 12. November 1860) und dessen Ehefrau Henriette Friederike Magdalene zu Innhausen und Knyphausen (* 29. Januar 1791; † 5. November 1866).

### Karriere
Als Graf von Frijsenborg war Frijs einer der größten Grundbesitzer des Landes. studierte Jura (Abschluss 1842) und übernahm 1849 die Verwaltung des nördlichen Teils der Grafschaft Frijsenborg in Ostjütland und 1860 die der gesamten Grafschaft. 1850 war er Mitbegründer des Grundbesitzervereins, der für die Unverletzlichkeit der Eigentumsrechte einsetzte und im Zusammenhang mit der Überführung der Erbpachtgrundstücke in Eigentum den freiwilligen Verkauf der Erbpachtgrundstücke an die Bauern forderte, sich aber entschieden gegen die Enteignung der Grundstücke wehrte.
Im Jahr 1858 wurde Frijs zum Mitglied des Reichsrats gewählt. 1863 stimmte er für die Novemberverfassung. Während der Verfassungsdebatten 1865 übernahm er die Rolle des Führers der Gruppe der Grundbesitzer im dänischen Parlament und war an der Ausarbeitung des Kompromisses zwischen Klein- und Großbauern, der eine Grundlage für die endgültige Verfassung von 1866 bildete, führend beteiligt. Im Zusammenhang mit diesem Kompromiss übernahm Frijs am 6. November 1865 Amt des Ministerpräsidenten, nahm jedoch keine Vertreter der Kleinbauern in die Regierung auf. Zu den wichtigen Reformen der Frijs'schen Regioerung gehören die Reform des Heeresrechts, des Strafgesetzbuchs und ein bedeutender Ausbau des Eisenbahnnetzes. Gegen Ende seiner Regierungszeit übernahm Fiijs auch den Posten des Militärministers und des Außenministers. In dieser Funktion vermied er eine Beteiligung Dänemarks am Deutsch-Französischen Krieg. Nach einer Abstimmungsniederlage im Parlament trat Frijs 1870 zurück. Ein Angebot auf erneute Übernahme des Amtes lehnte er 1874 ab und übernahm bis zu seinem Ausscheiden aus dem Parlament 1880 keine führende Position in der dänischen Politik mehr.

### Tod
Am 12. Oktober 1896 starb Christian Emil Frijs auf Schloss Boller bei Horsens im Alter von 78 Jahren.

### Familie
Er heiratete am 1. Mai 1847 Thyra Valborg Haffner (* 24. Juli 1821; † 1. März 1881). Das Paar hatte mehrere Kinder:
- Emilie Henriette Dagmar (* 18. März 1848) ⚭ 1867 Christian Frederik Danneskiold-Samsøe (* 29. April 1838)
- Mogens Christian (* 4. Mai 1849) ⚭ 1884 Frederikke Sophie Elisabeth Danneskiold-Samsøe (* 26. Juni 1865)
- Agnes Ragnhilde Amalie (* 18. Mai 1852; † 5. April 1871)
- Clara Alvilda Benedicte (* 21. März 1855) ⚭  Frederik Theodor Hans Anna Christian Wolfgang Blixen-Finecke (* 10. Juli 1847; † 1919)